# Álvaro Alberto (SN-10)
Álvaro Alberto (SN-10) je perspektivní útočná jaderná ponorka brazilského námořnictva vyvíjená ve spolupráci s Francií. Brazilské námořnictvo ji považuje za důležitý prostředek pro ochranu mořských přírodních zdrojů (tzv. modrá Amazonie) a odstrašení nepřátel. Vstup ponorky do služby je plánován na rok 2034.

## Stavba

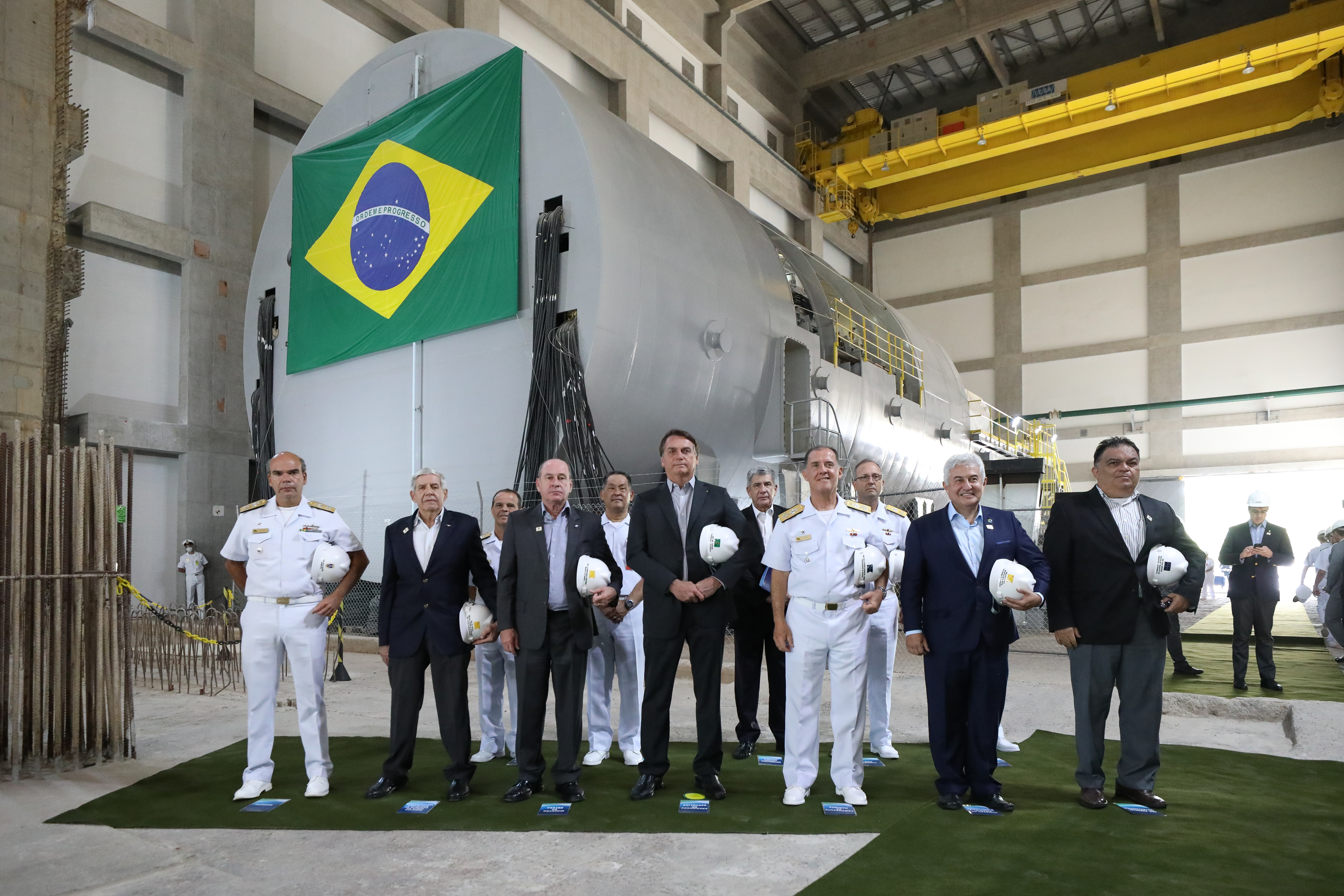
Brazilský prezident Jair Bolsonaro během návštěvy prototypu jaderného reaktoru pro ponorku Álvaro Alberto

Tajný vývojový program první brazilské ponorky s jaderným pohonem byl zahájen roku 1979, tedy v době pravicové diktatury vojenské junty. Na významu získal po nasazení britských jaderných ponorek třídy Valiant roku 1982 ve válce proti sousední Argentině. Program byl rozdělen do tří hlavních oblastí: zajištění jaderného palivového cyklu (viz Angerská jaderná elektrárna), vývoje kompaktního jaderného reaktoru a konečně vývoje ponorkové platformy. Po pádu diktatury roku 1985 byl vývoj jaderné ponorky pozastaven a zůstal tak do konce 90. let. Prioritu mu vrátil až brazilský prezident z let 2003–2011 Luiz Inácio Lula da Silva.
V roce 2008 byl zahájen modernizační program PROSUB (PROgrama de SUBmarinos). Ten se skládá ze stavby čtyř konvenčních ponorek třídy Scorpène (SB-R), vývoje platformy jaderné ponorky (SN-BR) využívající technologií třídy Scorpène a výstavby námořní základny Itaguaí v Rio de Janeiro. Program PROSUB pobíhá s významnou francouzskou pomocí. Je do něj zapojena francouzská loděnice DCNS (pozdější Naval Group). Brazílie získala množství technologií, nikoliv však samotný jaderný pohon, který vyvíjí vlastními silami. Stavbou konvenčních ponorek i jaderné ponorky byla pověřena brazilská loděnice Itaguaí Construções Navais (ICN). Průběh projektu komplikují problémy se zajištěním jeho financování. Základní projekt ponorky byl schválen 26. listopadu 2020.